# Jake Clarke-Salter
Jake-Liam Clarke-Salter (* 22. September 1997 in London) ist ein englischer Fußballspieler. Er spielt auf der Position des Innenverteidigers und ist seit 2022 für die Queens Park Rangers aktiv.

## Karriere
Jake Clarke-Salter spielte seit seinem 9. Lebensjahr für den FC Chelsea. Er gab sein U18-Debüt im Dezember 2013, während er zeitgleich in der U16 spielte. Sein erstes Tor erzielte er zwei Monate später in einem Heimspiel gegen den FC Arsenal. Seinen Durchbruch in der Jugendmannschaft hatte er, trotz vieler langfristiger Verletzungen, eine Saison früher. In der Saison 2014/15 wurde er zum U18-Kapitän ernannt und spielte sehr gut in der ersten Saisonhälfte, was zu einer Beförderung in den U21-Kader verhalf. In der Saison 2015/16 wurde Jake Clarke-Salter in den Kader des ersten Teams befördert, spielte aber weiterhin für den Nachwuchs und konnte so den dritten FA Youth Cup in Folge gewinnen. Ein zweiter Titel in der UEFA Youth League folgte ebenfalls.
Im April 2016 gab er sein Profi-Debüt beim 4:0-Sieg gegen Aston Villa in der Premier League 2015/16. Dies sollte gleichzeitig sein letzter Ligaeinsatz für den FC Chelsea bleiben. Um Spielpraxis zu sammeln, verlieh ihn sein Verein in den kommenden Spielzeiten an diverse Vereine. In der Saison 2018/19 wechselte er erstmals ins Ausland, als er an den niederländischen Verein Vitesse Arnheim ausgeliehen wurde. Für sein neues Team bestritt er 28 Ligaspiele in der Eredivisie 2018/19 und erzielte für den Tabellenfünften einen Treffer. Im Juli 2019 wurde er an den englischen Zweitligisten Birmingham City ausgeliehen, für den er neunzehn Partien in der EFL Championship 2019/20 bestritt. Nach einer weiteren Ausleihe an Birmingham in der anschließenden Saison, verbrachte er die EFL Championship 2021/22 leihweise beim Zweitligisten Coventry City.
Im Juni 2022 wechselte der 24-Jährige auf fester Vertragsbasis zu den Queens Park Rangers und unterschrieb einen bis 2026 gültigen Vertrag.

### Nationalmannschaft
Jake Clarke-Salter spielte auf U-18-, U-19- U-20- und U-21-Niveau für England. Mit der englischen U-20-Auswahl nahm er an der U-20-Fußball-Weltmeisterschaft 2017 in Südkorea teil und gewann mit seiner Mannschaft durch einen 1:0-Sieg im Finale gegen die Auswahl von Venezuela den Titel.